# Principio di autorità
La locuzione principio di autorità presuppone che esista un rapporto tra diseguali per il quale chi è oggetto dell'autorità non vi si sottopone passivamente ma, in nome di un qualche principio o valore, la riconosce legittima in chi la esercita. Nella storia della filosofia, il principio di autorità viene espresso soprattutto nella risoluzione delle controversie filosofiche — in particolare le quaestiones e le disputationes tipiche della scolastica medioevale — dal ricorso alla citazione di testi e fonti considerate particolarmente autorevoli.

## Descrizione

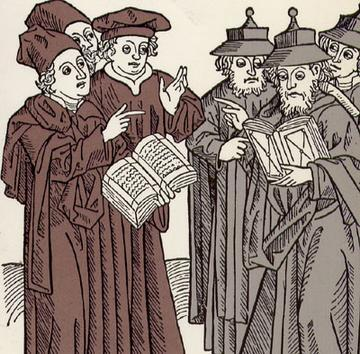
Una disputa tra studiosi ebrei e cristiani - Xilografia di Johannes von Armssheim (1483).

Il principio di autorità, nelle polemiche filosofiche medioevali, pretende di costituire una forte alternativa alla dimostrazione razionale: colui che si avvaleva di citazioni di brani provenienti dalle opere di autorevoli autori del passato, poteva sottrarsi a ogni analisi razionale e trovare sostegno alle sue tesi. Tali citazioni erano estratte in particolare dalla patristica cristiana o da Aristotele, considerato, nell'ambito dei pensatori pagani, l'autorità per eccellenza e, in questo senso, pressoché indiscutibile per le sue formulazioni espresse in una rigida logica: dopo Pitagora, fu a lui che per antonomasia si faceva riferimento con la locuzione latina ipse dixit.
Autorità indiscussa al di sopra di ogni altra era tuttavia rappresentata dal testo della Bibbia, in quanto autore di questa si presumeva essere Dio stesso, l'Autore per definizione.
In quanto autorità suprema e oggetto della verità della fede, la Bibbia non poteva in alcun modo essere messa in discussione dalla ragione, alla quale era riconosciuta da alcuni pensatori, come Tommaso d'Aquino, una limitata autonomia, purché i risultati dell'applicazione della ragione convergessero con quelli della fede, confermandone l'autorità:
(Tommaso d'Aquino, Commento al De Trinitate di Boezio, questione 2, art. 3)
Il principio di autorità trova il limite della sua applicazione, storicamente, nel razionalismo che si afferma a partire dall'umanesimo, quando l'autorità dei testi profani, quali ad esempio gli scritti di Aristotele, è messa in discussione da una attenta analisi filologica e filosofica. Con la riforma protestante (che mette in discussione l'autorità della patristica cristiana e della Chiesa stessa, nell'interpretazione delle Scritture) e con il razionalismo di Cartesio e di Hobbes, infine, il principio di autorità viene definitivamente accantonato e si afferma il primato della ragione, che sfocerà nell'illuminismo.

## Nell'indagine fisica non vale l'autorità
Il principio di autorità trovò in seguito applicazione soprattutto nelle questioni scientifiche dove all'inizio prevaleva la verità espressa nelle Sacre Scritture tramite la rivelazione divina. Si trattava di verità che essendo oggetto di fede non potevano essere messe in discussione. Con la rivoluzione scientifica di Francesco Bacone (1561-1626) e Galileo (1564-1642), si stabilirà invece che la scienza non debba essere sottoposta ad alcun principio di autorità per dare validità alle sue leggi, giacché la verifica sperimentale vale molto di più di qualsivoglia autorità.
Il principio di autorità, osserva Blaise Pascal (1623-1662), può valere per le scienze come la storia, la geografia, la giurisprudenza, le lingue e la teologia, dove «si cerca di sapere soltanto ciò che gli autori hanno scritto»: per altre come la geometria, l’aritmetica, la musica, la medicina, l’architettura, la fisica non si può ricorrere all'autorità poiché questi campi del sapere si diversificano e progrediscono nel tempo tramite l'esperienza e i nuovi strumenti di ricerca.
Il principio di autorità è una delle possibilità indicate dal trilemma di Agrippa insieme alla regressione infinita e al ragionamento circolare per definire l'indimostrabilità della verità.